# Тарн е Гарон
Тарн е Гарон (на френски: Tarn-et-Garonne, „Тарн и Гарона“) е департамент в регион Окситания, югозападна Франция. Образуван е през 1808 година от части на департаментите Лот, От Гарон, Лот е Гарон, Жерс и Аверон. Площта му е 3718 км², а населението – 257 460 души (2016). Административен център е град Монтобан.